# Duiven
Duiven (baix alemany Duven) és un municipi de la província de Gelderland, al centre-oest dels Països Baixos. L'1 de gener del 2009 tenia 25.446 habitants repartits sobre una superfície de 35,15 km² (dels quals 1,13 km² corresponen a aigua). Limita al nord-oest amb Westervoort, a l'est amb Zevenaar, al sud-oest amb Lingewaard i al sud-est amb Rijnwaarden.

## Centres de població
- Duiven
- Groessen
- Loo

## Administració
El consistori consta de 21 membres, compost per:
| Partit            | Regidors |
| ----------------- | -------- |
| CDA               | 7        |
| GroenLinks        | 4        |
| PvdA              | 3        |
| Gemeente-Belangen | 2        |
| Lijst Groessen    | 2        |
| VVD               | 2        |
| LPF               | 1        |